# Liste der Kulturdenkmäler in der Vahr
In der Liste der Kulturdenkmäler in Vahr sind alle Kulturdenkmäler des Bremer Stadtteils Vahr aufgelistet.
Grundlage ist die vom Landesamt für Denkmalpflege Bremen (LfD) veröffentlichte Landesdenkmalliste. Die amtlichen Daten wurden direkt aus einem Export der Denkmaldatenbank beim LfD 
mit dem Stand von März 2025 übernommen.

## Hinweise
Weitere Erläuterungen zum Aufbau dieser Liste und zu ihrem Inhalt bietet die Seite Inhalte der Tabellen.
Die anklickbare Karte rechts leitet zu den Listen der anderen Stadtteile. Auf der Übersichtsseite befindet sich eine größere Karte.
Wichtig für Autoren:  Links zu Artikeln oder Architekten sowie Bilder oder Koordinaten der Objekte auch/nur in die Ergänzungsliste eintragen, da die Tabelle mittels Datentechnik erstellt wird. Änderungen in der Tabelle von Hand werden sonst beim nächsten Update überschrieben.
|  | Mit dem Bremer Express-Upload können Bilder mit automatischer Zuordnung zu den Objekten auf Commons hochgeladen werden. Bitte dazu auf das Kamera-Symbol in der jeweiligen Tabellenzeile klicken. Eine Kurzinformation bietet diese Projektseite. |

## Denkmalliste Vahr
| Objekt                  | Typ                                                       | Baujahr              | Architekt/Künstler                                               | Adresse                      | Koordinaten Wikidata | Art? | Objekt-Nr.? | Bild |
| ----------------------- | --------------------------------------------------------- | -------------------- | ---------------------------------------------------------------- | ---------------------------- | -------------------- | ---- | ----------- | ---- |
| Aalto-Hochhaus          | Wohnhaus                                                  | 1959–1961            | Aalto, Alvar                                                     | Berliner Freiheit 9          | Lage Q300972         | ED   | 0123        |      |
| St. Hedwig-Kirche       | Kirche, Kirche kath., Pfarrhaus, Jugendhaus, Kindergarten | 1961–1964, 1971–1972 | Pätzold, Heiner Bruns, Karl-Heinz Burlage, Theo / Niebuer, Bernd | Kurt-Schumacher-Allee 62     | Lage Q27826925       | DG   | 0823        |      |
| St. Hedwig-Kirche       | Kirche, Kirche kath.                                      | 1961–1963            | Burlage, Theo / Niebuer, Bernd Rudolf Krüger                     | Kurt-Schumacher-Allee 62     | Lage Q45979456       | ED   | 1175        |      |
| Pfarr- und Gemeindehaus | Pfarrhaus, Gemeindehaus                                   | 1962–1964            | Burlage, Theo / Niebuer, Bernd                                   | Kurt-Schumacher-Allee 62     | Lage Q45979271       | BT   | 0603        |      |
| Jugendhaus              | Jugendhaus                                                | 1962–1964            | Burlage, Theo / Niebuer, Bernd                                   | Kurt-Schumacher-Allee 62     | Lage Q45979347       | BT   | 0612        |      |
| Kindergarten            | Kindergarten                                              | 1971–1972            | Bruns, Karl-Heinz                                                | Kurt-Schumacher-Allee 62     | Lage Q45979387       | BT   | 0679        |      |
| Epiphanias-Kirche       | Kirche, Kirche ev.-luth                                   | 1960                 | Ahlers, Peter Menz, Willy                                        | Bardowickstraße 83           | Lage Q100348730      | ED   | 2741        |      |
| Schule In der Vahr      | Schule                                                    | 1956–1963            | Säume, Max / Hafemann, Günther                                   | In der Vahr 75 Vahrer Straße | Lage Q113047245      | ED   | 2834        |      |

Anzahl der Objekte in Vahr: 8, davon mit Bild: 7 (88 %).